# Zoocosmius basalis
Zoocosmius basalis là một loài bọ cánh cứng trong họ Cerambycidae.